# Nagycenk
Nagycenk (německy Großzinkendorf nebo Zinkendorf, chorvatsky Cinka, Cienka, Cienjka) je městys v maďarské župě Győr-Moson-Sopron, v okrese Sopron. V obci žije 2003 obyvatel.

## Poloha
Obec se nachází v západní části Maďarska, přímo na hranici s rakouskou spolkové země Burgenland, nedaleko rakouské vesnice Deutschkreutz, u které je hraniční přechod. Jižní břehy Neziderského jezera jsou vzdáleny od obce přibližně 5 km. Obcí protéká říčka Ikva a dva potoky.
Obec má dobré dopravní spojení. Protíná ji silnice č. 84 (směr Balaton) a silnice č. 85 (do Győru). Na jižním okraji je železniční stanice na trati Šoproň - Szombathely, na sever od obce ve vzdálenosti cca 2 km je železniční stanice Fertöboz na trati Šoproň - Győr.

## Kultura a památky

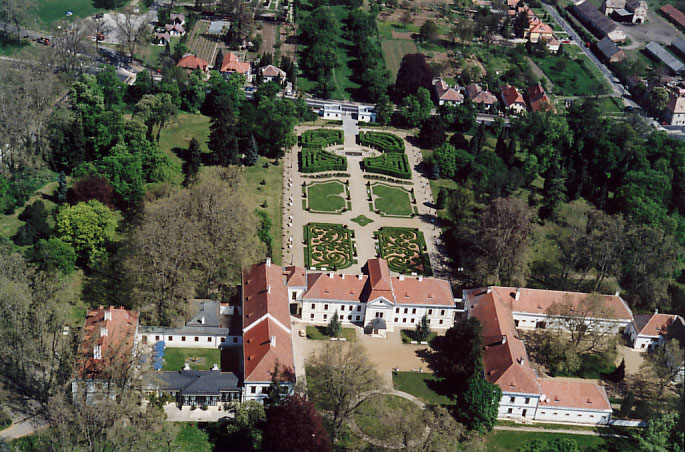
Zámek Széchenyi v obci Nagycenk

- Hlavní historickou památkou je zámek Széchenyi (Széchenyi-kastély) s muzeem maďarského národního hrdiny Štěpána Sečenského (István Széchenyi). Muzeum je od roku 2002 na seznamu světového dědictví.[zdroj?]
- Před vstupem do zámku je lipová alej, kterou nechala vysadit Susanna Barkóczyová. Na konci aleje je hrobka Bély Széchenyiho a jeho manželky Hany Erdödyové
- Novorománský kostel svatého Štěpána na náměstí z roku 1864
- Před kostelem svatého Štěpána stojí pomník Istvána Széchenyiho
- Mauzoleum rodu Széchenyiů, situované za farním kostelem.
- Nedaleko od zámku bylo v roce 1972 otevřeno Széchenyiho muzeum železnice s rozchodem 760 mm. Součástí muzea je i krátká trať do železniční stanice ve Fertöboz
- Socha Turula